# سمانا
سمانا هي مدينة، تتبع محافظة سامانا، بلغ عدد سكانها 108٬179 نسمة، في 2012، تبلغ مساحتها 412٬110٬000 متر مربع.

## المناخ
يظهر الجدول التالي التغييرات المناخية على مدار السنة لسمانا:
| الشهر                                          | يناير        | فبراير       | مارس         | أبريل        | مايو         | يونيو        | يوليو        | أغسطس        | سبتمبر       | أكتوبر       | نوفمبر        | ديسمبر       | المعدل السنوي   |
| ---------------------------------------------- | ------------ | ------------ | ------------ | ------------ | ------------ | ------------ | ------------ | ------------ | ------------ | ------------ | ------------- | ------------ | --------------- |
| الدرجة القصوى °م (°ف)                          | 33.0 (91.4)  | 34.0 (93.2)  | 36.0 (96.8)  | 36.0 (96.8)  | 35.2 (95.4)  | 37.0 (98.6)  | 39.2 (102.6) | 37.0 (98.6)  | 37.0 (98.6)  | 38.5 (101.3) | 36.0 (96.8)   | 35.0 (95.0)  | 39.2 (102.6)    |
| متوسط درجة الحرارة الكبرى °م (°ف)              | 29.2 (84.6)  | 29.5 (85.1)  | 30.2 (86.4)  | 30.7 (87.3)  | 31.5 (88.7)  | 32.5 (90.5)  | 32.6 (90.7)  | 32.7 (90.9)  | 32.6 (90.7)  | 32.2 (90.0)  | 30.6 (87.1)   | 29.6 (85.3)  | 31.2 (88.2)     |
| متوسط درجة الحرارة الصغرى °م (°ف)              | 19.1 (66.4)  | 19.3 (66.7)  | 19.9 (67.8)  | 20.6 (69.1)  | 21.8 (71.2)  | 22.8 (73.0)  | 23.1 (73.6)  | 23.0 (73.4)  | 22.7 (72.9)  | 22.2 (72.0)  | 20.6 (69.1)   | 19.6 (67.3)  | 21.2 (70.2)     |
| أدنى درجة حرارة °م (°ف)                        | 15.0 (59.0)  | 15.0 (59.0)  | 14.5 (58.1)  | 16.0 (60.8)  | 16.0 (60.8)  | 19.0 (66.2)  | 19.0 (66.2)  | 19.0 (66.2)  | 19.0 (66.2)  | 18.5 (65.3)  | 17.0 (62.6)   | 15.5 (59.9)  | 14.5 (58.1)     |
| معدل هطول الأمطار مم (إنش)                     | 145.7 (5.74) | 109.5 (4.31) | 116.6 (4.59) | 141.8 (5.58) | 231.5 (9.11) | 152.2 (5.99) | 185.1 (7.29) | 229.2 (9.02) | 193.3 (7.61) | 246.9 (9.72) | 257.2 (10.13) | 202.9 (7.99) | 2٬211٫9 (87.08) |
| متوسط الأيام الممطرة (≥ 1.0 mm)                | 15.6         | 11.7         | 10.5         | 9.9          | 15.0         | 13.7         | 16.7         | 17.7         | 15.7         | 17.2         | 18.5          | 17.6         | 179.8           |
| المصدر: الإدارة الوطنية للمحيطات والغلاف الجوي |              |              |              |              |              |              |              |              |              |              |               |              |                 |

## أعلام
- فرناندو رودني
- ميلتون راي
- بيدرو بارتولومي بنوا
- ألفريدو فيغارو